# Aleteig auricular
L'aleteig auricular, també conegut com a flutter auricular, és una arrítmia cardíaca que es caracteritza per fer una despolarització circular de les aurícules. Quan es produeix per primera vegada, normalment s'associa amb una freqüència cardíaca ràpida i es classifica com un tipus de taquicàrdia supraventricular. L'aleteig auricular es caracteritza per un ritme cardíac anormal d'inici sobtat (normalment) regular en un electrocardiograma (ECG) en què la freqüència cardíaca és ràpida. Els símptomes poden incloure sensació que el cor batega massa ràpid, massa fort o saltant batecs, molèsties al pit, dificultat per respirar, sensació com si l'estómac hagués caigut, sensació de ser cap lleuger, o pèrdua de consciència.
Tot i que aquest ritme cardíac anormal es produeix normalment en persones amb malalties cardiovasculars (per exemple, tensió arterial alta, malaltia de les artèries coronàries i miocardiopatia) i diabetis mellitus, pot ocórrer espontàniament en persones amb un cor normal. Normalment, no és un ritme estable i sovint degenera en fibril·lació auricular (FA). Però poques vegades persisteix durant mesos o anys. De manera similar a la fibril·lació auricular, l'aleteig auricular també condueix a una mala contracció de les aurícules. Això comporta un alentiment de la sang a les aurícules que pot conduir a la formació de coàguls de sang, el que suposa un risc important de formació d'èmbols que poden provocar ictus.

## Diagnòstic per electrocardiograma
L'aleteig auricular típic es reconeix en un electrocardiograma per la presència d'ones P a una freqüència de 200-300 per minut.

## Tractament
- Cal frenar la freqüència cardíaca allargant el període refractari del node auriculoventricular.
- Cardioversió elèctrica.
- Ablació: consisteix a tallar el circuit de l'aleteig per l'istme cava-tricúspide amb radiofreqüència.